# Chromocheilosia
Chromocheilosia là một chi ruồi trong họ Syrphidae.